# Ajdai lány
Az Ajdai lány története egy szlovén népi legenda, népmese, amely részben bemutatja a szlovén nép történelmét is. Írott formában először a Babica pripoveduje (Nagymama meséi) könyvben jelent meg, melyet Dušica Kunaver írt meg.

## Név eredete
Az "ajd" szó régebben főúrt jelentett, onnét ered az Ajdai lány elnevezés, mivel Ajd lánya volt. Később az elnevezés a pogányokat illette meg.

## A legenda
Az Ajdai lány jó szívű volt. A Prisank (Prisojnik) hegyen élt és segített az utazóknak átjutni a hóval ellepett Vršič hágón át a Trenta völgybe. Amikor az utazók visszafelé jöttek, akkor a Prisank lábánál ételt és vizet hagytak, hogy soha ne legyen éhes vagy szomjas. Az Ajdai lány jósnő is volt. Meglátogatta a kismamákat és gyermekük jövőjét jövendelte meg.
Egy este meglátogatott egy pásztor feleségét a Trentában, aki nemrég fiat szült. Mivel az anya aludt, az Ajdai lány nesztelenül a gyerekhez ment, és megjósolta, hogy elejti majd a Zlatorog aranyszarvú kecskebakot, és annak szarvaival nagy gazdagsághoz fog jutni. Amikor az Ajdai lány testvérei megtudták a jóslatot, elátkozták őt, mert a Zlatorog halálát jósolta meg. Amikor visszatért a Prisojnik hegyre, kővé változott.

## Elemzés
A legendában az Ajdai lányok szerepelnek, az újszülött és a kecskebak. A történet harmadik személyben lett írva, a Trenta völgyben és a Prisank hegyen játszódik le, éjfélkor. A központi téma a segítség, jóslat és az Ajdai lány kővé válása.

### Szereplők
Ajdai lányok: pozitív személyek, akik segítenek az embereknek, és jószivűek. A mesében útmutató és jósnő szerepük van. Külsőleg is szépen néztek ki, mivel Ajd főúr lányai voltak. Varázsló tulajdonságuk van.

„Az emberek nehéz helyzetekben, gyógyíthatatlan betegségekkor, amikor nem látnak kiutat, valami misztikus, nemlétező, természetfeletti felé fordulnak.”

– Marie Louise von Franz

Újszülött: nincs külön szerepe a legendában, viszont határozóan kihat az Ajdai lány sorsára.
Kecskebak: a legendában mellékszerepe van, viszont közvetetten hibás a lány haláláért. Úgy értelmezzük mint szent állatot, hőst, aki a nép imádatát élvezi. A Zlatorog szarvai kulcsot képeznek az Isten hegye alatt elrejtett kincshez.

## Külső hivatkozások
- Az Ajdai lány a Prisojnikon